# Grécia Salentina

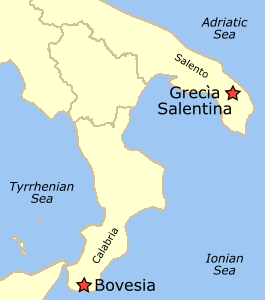
Localização da Grecia Salentina e Bovesia

Grécia Salentina é uma área da península do Salento (Apúlia, no sul de Itália) onde se fala griko, um dialeto do grego.